# Ateizacja
Ateizacja – proces polegający na upowszechnianiu postaw negujących istnienie Boga oraz zaprzeczający istnieniu wszelkich sił nadprzyrodzonych.
W Polsce podobnie jak w Europie nasilenie procesu ateizacji nastąpiło po 1944 r. i wiązało się ze wspieraniem i promowaniem ateizacji przez tzw. władzę ludową. W tym celu powstało m.in. Stowarzyszenie Ateistów i Wolnomyślicieli, którego głównym celem była:

walka ideologiczna o odrzucenie poglądów irracjonalnych – w szczególności religijnych.

Procesy ateizacji wspierało też Towarzystwo Szkoły Świeckiej, ale walczące głównie o przestrzeganie zasad tolerancji, przede wszystkim w stosunku do dzieci osób niewierzących. W 1957 r. decyzją KC PZPR przy wydziale Propagandy i Agitacji KC powstała komisja ds. propagandy ateistycznej.
Po upadku Polski Ludowej pomimo braku wsparcia ze strony państwa procesy ateizacji i laicyzacji nie zanikły.
Wzrost wspomnianych procesów nastąpił na początku XXI w. zarówno w Polsce jak i w świecie i rozwinął na fali popularności książki „Bóg urojony” Richarda Dawkinsa oraz kampanii społecznej pod nazwą The Out Campaign.  W Polsce w 2007 r. powstała Internetowa Lista Ateistów i Agnostyków prowadzona przez Polskie Stowarzyszenie Racjonalistów.
W 2012 r. powstał przy polskim sejmie Parlamentarny Zespół ds. Przeciwdziałania Ateizacji Polski, liczący 39 posłów i 2 senatorów.